# Сардана (плес)
Сардана (кат. Sardana) је традиционални и патриотски народни плес Каталоније. Карактерише га коло формирано од играча који се држе за руке. Поред кореографије подједнако је важна и музика уз коју се плеше, а која и сама има симфонијску вредност. Изводе је оркестри који се зову кобла (кат. cobla). Овај плес представља културну баштину Каталоније и неодвојиви је део националног идентитета Каталонаца.

## Историја
Већина теорија се слаже да сардана води порекло из предримских или грчких плесова и да је данашњи плес интерпретација „контрапаса“ (шп. contrapàs), литургијског плеса из 19. века. Заслужан за његову модернизацију и популаризацију био је музичар Пеп Вентура, који је током 19. века променио структуру Сардане и увео оркестар. Почетком 20. века Франческ Камбо (Francesc Cambó i Batlle), лидер Регионалистичке лиге, каталонске националистичке политичке партије основане 1901. године, од Сардане је направио национални плес Каталоније. Из Каталоније овај плес се проширио и постао популаран и у Андори.

### Симбол националног идентитета
Пеп Вентура модификовао је и сам плес и кобла оркестар који га прати, посебно додајући нови дувачки инструмент, тенору. Сардана је постала модеран плес крајем 19. века. Усвојили су га републиканци и одмах је добио политичку конотацију. Вентурина популарност била је пресудна у ширењу сардане око Старе Каталоније. Истовремено, из Градског већа Барселоне Франческ Камбо се залагао за то да фестивал Ла Мерсе 1902. буде годишњи фестивал у целој Каталонији, што је довело до тога да се плес проширио на Нову Каталонију, када се уобличила идеја о сардани као националном плесу. Ла Мерсе (La Mercè) је годишњи фестивал (festa major) града Барселоне. Званичан је градски празник од 1871. године, када је локална управа први пут организовала свечаности у славу Госпе од Милости (La Mare de Déu de la Mercè), заштитнице овога града. Дан Госпе од Милости обележава се 24. септембра, али свечаности почињу неколико дана раније.
Емоционална веза између народа и сардане као симбола идентитета била је најснажнија под репресивним диктатурама Прима де Ривере и Франсиска Франка. Био је то израз слободе и каталонског идентитета, али истовремено и изговор за прогон и репресију над њеним активистима.

## Сардана данас
Данас је сардана најраспрострањенији плес у Каталонији. Годишње се организује око 5000 различитих манифестација посвећених овом плесу, од окупљања и јавних плесова до плесних наступа, концерата и такмичења плесних група и кобла оркестара. Неке од њих су реномиране и имају дугу традицију.
Године 1965. на брду изнад Барселоне подигнут је споменик посвећен овом плесу. Дело је каталонског вазара Жозефа Кањаса (Josep Cañas i Cañas).

## О плесу
Сардана је колективни плес. Плесачи играју у колу (кругу), држећи се за руке. Плесачи су жене и мушкарци који у кругу стоје наизменично — између два мушкарца увек је једна жена и обратно. Кореографија је подељена на седам или десет тирада, током којих се смењују кратки и дуги кораци. Музику која прати сардану свирају кобла оркестри.

### Кобла оркестар
Кобла је дувачки музички оркестар који свира углавном за сардана плесове, али и током других традиционалних каталонских културних манифестација. Модерни кобла оркестар обично има 11 музичара који свирају на 12 инструмената. На наступима седе у два реда, при чему су дрвени дувачки инструменти у првом, док су остали (трубе, тромбон и фискорни) у другом реду. Осим за модернизацију плеса, музичар Пеп Вентура одиграо је истакнуту улогу и у реформи кобле половином 19. века.
Оркестар чине следећи инструменти: 
- два тибла
- две теноре
- један флабиол који се свира левом руком, док се другом руком свира тамбори, мали бубањ причвршћен за леву руку
- четири каталонска шалмаја (дрвени дувачки инструмент са двоструком трском)
- пет труба
- један тромбон
- два фискорна
- један контрабас са три жице[10]

Тибле је дрвени дувачки инструмент налик обои, али гласнијег звука. Има дуплу трску, купастог тела и дугачка око 50 цм. То је један од најкарактеристичнијих инструмената у кобла оркестру због свог оштрог, високотонског звука, посебно погодног за солисте. Музичари који свирају тиблу зову се тиблари. У оквиру оркестра улога тибле је да допуни тенору, па је у одређеним композицијама веома типично да постоји дијалог између њих.
Тенора је дувачки инструмент налик обои са двоструком трском. Сматра се да је потомак шалмаја, средњовековног музичког инструмента који се свирао широм Европе све до 17. века. У то време тенора се одомаћила у Каталонији толико да је постала један од најрепрезентативнијих инструмената аутохтоне музике и права звезда музике за сардана плесове. Верује се да своје име дугује инструменту из којег је настала, тенор шалмају. Као и многи други дрвени инструменти у кобла оркестрима, направљен је од дрвета жбунасте биљке јујуба (Ziziphus jujuba) која расте широм Медитерана. У кобла оркестру су две теноре и оне такође седе у првом реду. Како је тенора инструмент са најдубљим тоном у оркестру, седе на десној страни. Верзију која се данас користи настала је средином 19. века.
Флабиол је дрвени дувачки инструмент са закошеним усником који припада породици флаута. То је типичан инструмент кобла оркестра. Музичар - флабиолер седи на левој страни првог реда. Такође свира мали бубањ тамбори. Флабиол свира левом руком, за коју му је окачен тамбори, који удара десном руком. У кобли се користи за традиционалне уводне ноте и паузе у сарданама. Иако углавном не игра значајну улогу, композитори му често дају мале украсне делове или пасаже који звуче рурално. У кобли, флабиолер такође свира тамбори и седи лево од првог реда. Флабиол има веома дугу историју у Каталонији. Свирали су га пастири и један је од најрепрезентативнијих инструмената каталонске народне музике.
Тамбори је ударачки инструмент пречника између 8 и 12 цм и свира се једном палицом. У кобли звук овог инструмента прати флабиол. Необично је то што само један музичар свира на два инструмента: у левој руци држе флабиол, док о истој руци виси тамбор и удара се палицом која се држи у десној руци.
Фискорн има најдубљи звук од свих лимених инструмената у кобли. Сличан је труби, али нешто већи и не тако оштрог звука. То је типичан инструмент у кобла оркестру. Као и сви остали метални дувачки инструменти и они стоје у другом реду. Како су инструменти распоређени према висини звука, а фискорн има један од најдубљих, они су на десној страни.
- Тиблар
- Свирач флабиола и тамборија
- Свирач теноре
- Контрабас са три жице

## Спољашњи извори
- Forn, Eduard Millán. „84th Aplec 2011”. behance.net. Приступљено 30. 6. 2022.
- Gri i Casas, Rossend. „The sardana national dance of Catalonia”. behance.net. Приступљено 30. 6. 2022.